# Raspail (stanice metra v Paříži)

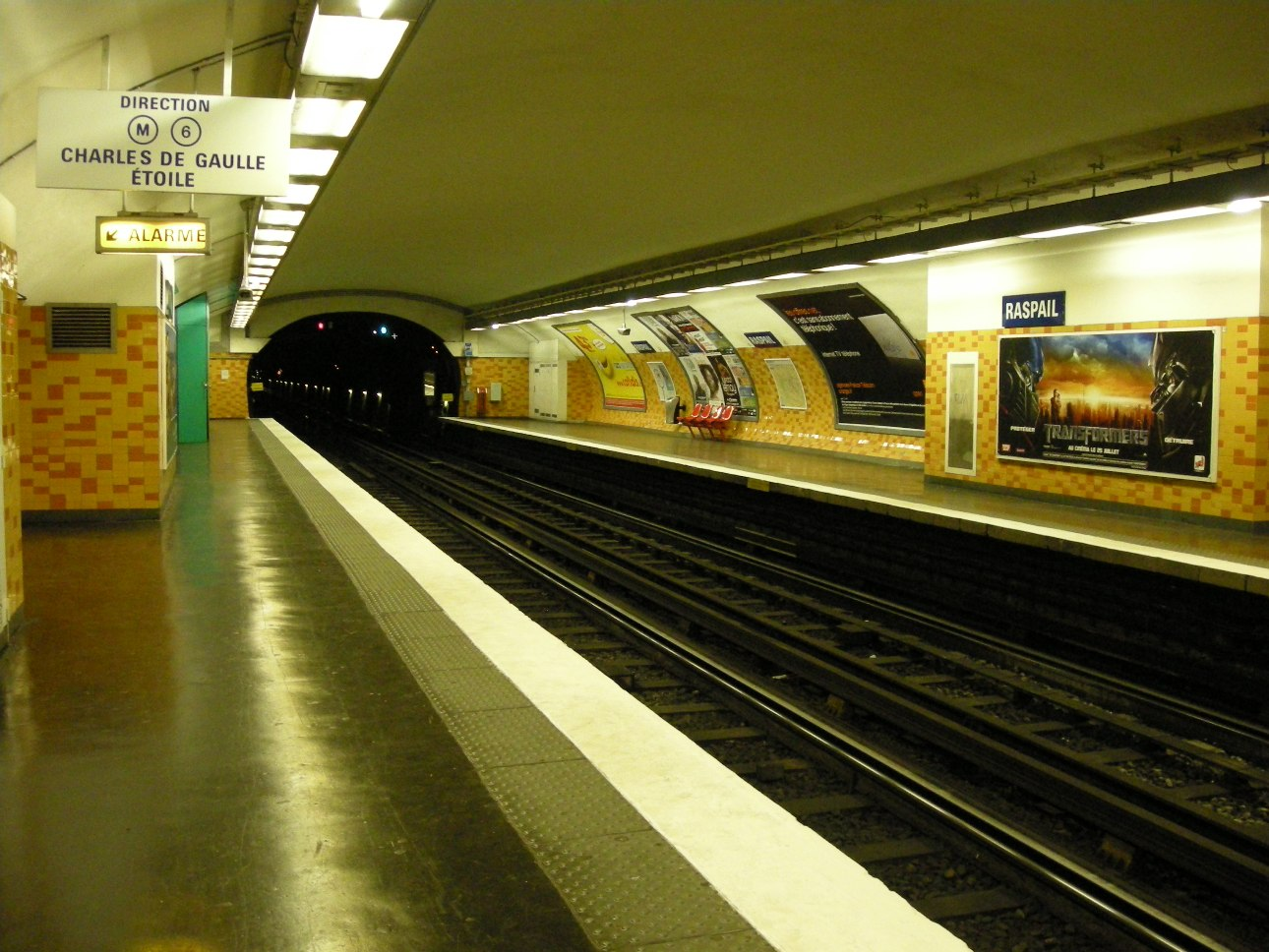
Nástupiště linky 6 s původními oranžovými obklady

Raspail je přestupní stanice pařížského metra mezi linkami 4 a 6 ve 14. obvodu v Paříži. Nachází se pod Boulevardem Raspail, pod kterým vede linka 4, u křižovatky s Boulevardem Edgar Quinet, pod kterým vede linka 6.

## Historie
Stanice byla otevřena 24. dubna 1906 při zprovoznění úseku Passy ↔ Place d'Italie. V roce 1903 se oddělil od linky 1 úsek počínaje stanicí Étoile a vznikla nová linka 2 Sud (2 Jih), též nazývána Circulaire Sud (Jižní okruh). Tato linka byla právě 24. dubna 1906 rozšířena od stanice Passy po Place d'Italie. 14. října 1907 byla linka 2 Sud zrušena a připojena k lince 5. Dne 12. října 1942 byla stanice Raspail, respektive celá část Étoile ↔ Place d'Italie opět odpojena od linky 5 a spojena s linkou 6, která tak získala dnešní podobu.
Od 30. října 1909 zde začínal druhý, jižní úsek linky 4, který odtud vedl do stanice Porte d'Orléans. 9. ledna 1910 byla odtud linka prodloužena dále do stanice Châtelet, kde byla spojena se severní částí.
Stanice byla v roce 2008 renovována v rámci programu obnovy metra, kdy ztratila svou výzdobu z oranžových dlaždic. Nové keramické obklady mají modrou barvu na lince 6 a zelenou na nástupišti linky 4.

## Název
Jméno stanice je odvozeno od názvu Boulevard Raspail. François-Vincent Raspail (1794–1878) byl francouzský chemik a politik.

## Vstupy
Stanice má dva východy na Boulevardu Raspail před domy č. 234 a 241. Jeden ze vchodů je zdoben původním secesním zábradlím, které pro pařížské metro vytvořil architekt Hector Guimard.

## Zajímavosti v okolí
- Hřbitov Montparnasse